# Islas Agnes
Las islas Agnes forman parte del archipiélago de Tierra del Fuego ubicado en la región austral de Chile. Pertenecen al sector que para su estudio se ha denominado como de las islas del NO.
Administrativamente pertenecen a la Región de Magallanes y Antártica Chilena, provincia de Magallanes, comuna de Punta Arenas.
Desde hace aproximadamente 6000 años sus costas fueron habitadas por el pueblo kawésqar. A comienzos del siglo XXI este pueblo había sido prácticamente extinguido por la acción del hombre blanco.

## Ubicación
Se encuentran en el sector de las islas del NO del archipiélago de Tierra del Fuego frente a la costa oceánica de la isla Santa Inés y desde el punto de vista orográfico en el sector de la zona cordillerana o insular. Existe plano inglés de la bahía en el portafolio de cartas publicadas por el SHOA de la Armada de Chile. 
Las islas están a 6,5 nmi al SE de la isla Isabella y a 1,25 nmi al sur de la isla Lort. Son un grupo de tres islas principales y un sinnúmero de rocas, algunas afloradas y otras sumergidas. La mayor parte de las rocas se extienden entre la isla central y la occidental y como hasta 4 nmi al sur del boquete que separa las islas oriental y central.
La más occidental del grupo Agnes termina de dar forma a la bahía Stokes por el SSW y la limita en esa dirección.

## Historia
Sus costas fueron recorridas por los kawésqar desde hace más de 6000 años hasta mediados del siglo XX. A comienzos del siglo XXI este pueblo había sido prácticamente extinguido por la acción del hombre blanco.
A fines del siglo XVIII, a partir del año 1788 comenzaron a llegar a la zona los balleneros, los loberos y cazadores de focas ingleses y estadounidenses y finalmente los chilotes.
Las siguientes expediciones efectuaron trabajos hidrográficos en el sector de las islas Agnes:
- 1774 - James Cook en diciembre, recorrió y levantó sectores de la costa oceánica del archipiélago de  Tierra del Fuego desde el cabo Deseado hasta el cabo de Hornos. HMS Resolution . Segundo viaje. Expedición inglesa.
- 1829 - Robert Fitz Roy en el primer viaje del HMS Beagle. Expedición inglesa.[5]

El comandante Robert Fitz Roy con el HMS Beagle estuvo trabajando en este sector desde el 3 de enero de 1830 hasta el 14 del mismo mes y año. El 3 de enero vio fogatas e indígenas en el cabo Gloucester fondeando en la dársena Laura de la bahía Euston. El 7 de enero enterró dos memoriales en la cumbre del cabo Gloucester. Durante el período tuvo contacto con varios fueguinos. El 13 se trasladó a un fondeadero en la isla Isabella y el 14 de marzo navegó hasta la isla Furia fondeando en caleta Norte.

## Características geográficas
Reina casi permanentemente el mal tiempo, lluvia copiosa, cielo nublado. Clima marítimo con temperatura pareja durante todo el año. El viento predominante es del oeste.
Hay bayas silvestres y un tipo de alga marina. Abundan los gansos y patos silvestres. En su costa se obtienen choros, lapas y erizos. Llegan a la caleta lobos de mar, nutrias, delfines y ballenas.

### Rocas Neptuno y Júpiter
Las rocas Neptuno se encuentran entre la isla más occidental del grupo Agnes y la isla Noir y en ellas, la mar rompe sólo ocasionalmente.
Las rocas Júpiter están situadas 5 millas al oriente de las rocas Neptuno.